# Prazsky krysarik
De Prazsky krysarik (Tsjechisch: Pražský krysařík), ook bekend als Praagse rattler, is een sinds 2019 door de FCI voorlopig erkend hondenras uit Tsjechië.

## Geschiedenis
De Prazsky krysarik is een hond van het pinscher type, waarvan de geschiedenis begint in de tijd van Karel IV in het koninkrijk Bohemen (nu Tsjechië). Oorspronkelijk werd de hond aan het hof en de Praagse burcht gehouden, later ook als werkhond. Zijn taak was het hof vrijhouden van ratten en andere knaagdieren zoals muizen. Vanaf 1980 wordt met succes het ras weer gefokt. Het ras heeft sinds 2019 voorlopige erkenning door de FCI. In dit verband werd op 2 juli 2010 in Řásná (Tsjechië) de Internationale Vereniging van Pražský Krysařík (IAPK) opgericht. De oprichters waren fokverenigingen uit Tsjechië, Duitsland, Zweden, Italië, Zwitserland, Rusland, Oostenrijk, Slowakije, China en Japan.

## Beschrijving
De Praszky krysarik wordt selectief gefokt als gezelschapshond. Buiten Tsjechië, Slowakije, Polen en Duitsland is het ras niet erg bekend. Het is een kleine hond met een lief karakter, maar kan ook erg druk zijn waardoor hij veel aandacht vraagt van zijn houder. Deze hond leert snel en graag en is gek op behendigheidsspelletjes. De vacht is kort, helder en glanzend op de oren, poten en staart. Als grondkleur heeft zwart of bruin met markeringen in tan de voorkeur. De tan aftekeningen zijn boven de ogen, op de wangen, op de borst en eventueel onder de nek en staart. Hoe donkerder deze tekens, hoe beter. Witte vlekken zijn ongewenst. De kop is peervormig, met zeer hoge en relatief ver uit elkaar staande oren. Deze zijn driehoekig, rechtopstaand, stevig en natuurlijk. Gemakkelijk gevouwen oren worden getolereerd, maar zijn niet wenselijk. De oren staan niet loodrecht, maar met een kleine hoek naar de zijkant. Hoogte tussen 20 cm en 23 cm bij een optimaal gewicht van 2,6 kg.
Het ras, met een nationale standaard uit Tsjechië, is door de FCI aan Groep 9 toegewezen. De nationale standaard is beschreven door de Českomoravská Kynologická Unie. De standaard dateert van 12 oktober 1980 en is op 15 november 2008 herzien. Sinds februari 2011 wordt de Prazsky krysarik als rashond door de Duitse VDH erkend.